# Glenside (Pennsylvanie)
Pour les articles homonymes, voir Glenside.
Glenside est une census-designated place du comté de Montgomery, en Pennsylvanie, aux États-Unis.

## Géographie
Glenside se trouve au nord-est des États-Unis, dans le sud-est de l'État de Pennsylvanie, au sein du comté de Montgomery, dont le siège de comté est Norristown. Ses coordonnées géographiques sont 40° 06′ 11″ N, 75° 09′ 08″ O.

## Démographie
Au recensement de 2010, sa population était de 8 384 habitants.